# Ferndale, Michigan
Ferndale är en ort i Oakland County i delstaten Michigan, USA.